# Abd-al-Witr (nom)
Abd-al-Witr és un nom masculí teòfor àrab islàmic (àrab: عبد الوتر, ʿAbd al-Witr) que literalment significa ‘Servidor de l'Únic’ o ‘Servidor del Singular’, essent «l'Únic» o «el Singular» un atribut de Déu. Si bé Abd-al-Witr és la transcripció normativa en català del nom en àrab clàssic, també se'l pot trobar transcrit Abdul Witr... normalment per influència de la pronunciació dialectal o seguint altres criteris de transliteració. Com a teòfor, també el duen musulmans no arabòfons que l'han adaptat a les característiques fòniques i gràfiques de la seva llengua.